# روبرتا کالینز
روبرتا کالینز (انگلیسی: Roberta Collins; ۱۷ نوامبر ۱۹۴۴ – ۱۶ اوت ۲۰۰۸) بازیگر زن اهل ایالات متحده آمریکا بود.
از فیلم‌ها یا برنامه‌های تلویزیونی که وی در آن نقش داشته‌است می‌توان به مسابقه مرگ ۲۰۰۰، کارآگاه راکفورد، متیلدا، آرزوی مرگ ۲، بدن‌های سخت و بدن‌های سخت ۲ اشاره کرد.